# Andrena plumosella
Andrena plumosella là một loài Hymenoptera trong họ Andrenidae. Loài này được Gusenleitner & Schwarz mô tả khoa học năm 2002.